# Голенево (Вологодская область)
Голенево — деревня в Вологодском районе Вологодской области на реке Лоста.
Входит в состав Подлесного сельского поселения, с точки зрения административно-территориального деления — в Подлесный сельсовет.
Расстояние по автодороге до районного центра Вологды — 24,5 км, до центра муниципального образования Огарково — 11,5 км. Ближайшие населённые пункты — Мироносица, Надеево, Лоптуново, Щёкино.
По переписи 2002 года население — 8 человек.